# Biathlon-Juniorenweltmeisterschaften 2022
Die Biathlon-Juniorenweltmeisterschaften 2022 (offiziell: IBU Youth/Junior World Championships Biathlon 2022) fanden vom 20. Februar bis zum 2. März 2022 im Soldier Hollow Nordic Center im Wasatch County im US-amerikanischen Bundesstaat Utah statt. Nach Presque Isle 2006 und 2014 fand die Veranstaltung zum dritten Mal in den Vereinigten Staaten statt.
Der Austragungsort nahe Heber City wurde für die Olympischen Winterspiele 2002 erbaut und richtete zuletzt die Nordischen Junioren-Skiweltmeisterschaften 2017 und einen Biathlon-Weltcup im Jahr 2019 aus.

## Medaillenspiegel
| Platz | Land        |   |   |   |    |
| ----- | ----------- | - | - | - | -- |
| 01    | Norwegen    | 4 | 1 | 5 | 10 |
| 02    | Tschechien  | 3 | 0 | 1 | 4  |
| 03    | Deutschland | 2 | 5 | 5 | 12 |
| 04    | Italien     | 2 | 3 | 1 | 6  |
| 05    | Slowakei    | 1 | 2 | 0 | 3  |
| 06    | Finnland    | 1 | 1 | 1 | 3  |
| 06    | Frankreich  | 1 | 1 | 1 | 3  |
| 08    | Schweden    | 1 | 0 | 1 | 2  |
| 09    | Estland     | 1 | 0 | 0 | 1  |
| 10    | Slowenien   | 0 | 2 | 0 | 2  |
| 11    | Bulgarien   | 0 | 1 | 1 | 2  |

## Zeitplan
Alle Zeiten sind in Mitteleuropäischer Zeit UTC+1 angegeben, die Ortszeit ist UTC−7
| Datum       | Männer  | Männer                        | Frauen  | Frauen                         |
| Datum       | Uhrzeit | Wettbewerb                    | Uhrzeit | Wettbewerb                     |
| ----------- | ------- | ----------------------------- | ------- | ------------------------------ |
| 23. Februar | 19:00   | Einzel Jugend (12,5 km)       | 22:00   | Einzel Jugend (10 km)          |
| 24. Februar | 19:00   | Einzel Junioren (15 km)       | 22:00   | Einzel Juniorinnen (12,5 km)   |
| 25. Februar | 19:00   | Sprint Jugend (7,5 km)        | 22:00   | Sprint Jugend (6 km)           |
| 26. Februar | 19:00   | Sprint Junioren (10 km)       | 22:00   | Sprint Juniorinnen (7,5 km)    |
| 27. Februar | 20:00   | Verfolgung Jugend (10 km)     | 19:00   | Verfolgung Jugend (7,5 km)     |
| 27. Februar | 22:15   | Verfolgung Junioren (12,5 km) | 23:20   | Verfolgung Juniorinnen (10 km) |
| 1. März     | 19:00   | Staffel Jugend (3 × 7,5 km)   | 22:00   | Staffel Jugend (3 × 6 km)      |
| 2. März     | 19:00   | Staffel Junioren (4 × 7,5 km) | 22:00   | Staffel Juniorinnen (4 × 6 km) |

## Ergebnisse Jugend männlich
| Rang | Name             |
| ---- | ---------------- |
| 1    | Jakob Kulbin     |
| 2    | Jakub Borguľa    |
| 3    | Albert Engelmann |
| 4    | Konrad Badacz    |
| 5    | Arttu Heikkinen  |
| 6    | Mathis Profit    |
| 7    | Pavel Trojer     |
| 8    | Lukas Haslinger  |
| 9    | Fabian Müllauer  |
| 10   | Isak Frey        |

| Rang | Name              |
| ---- | ----------------- |
| 1    | Jakub Borguľa     |
| 2    | Albert Engelmann  |
| 3    | Arttu Heikkinen   |
| 4    | Pavel Trojer      |
| 5    | Konrad Badacz     |
| 6    | Eemi Naumanen     |
| 7    | Isak Frey         |
| 8    | Christoph Pircher |
| 9    | Fabian Müllauer   |
| 10   | Marco Barale      |

| Rang | Name             |
| ---- | ---------------- |
| 1    | Arttu Heikkinen  |
| 2    | Jakub Borguľa    |
| 3    | Albert Engelmann |
| 4    | Andreas Aas      |
| 5    | Mathis Profit    |
| 6    | Pavel Trojer     |
| 7    | Konrad Badacz    |
| 8    | Mehis Udam       |
| 9    | Fabian Kaskel    |
| 10   | Nicolò Betemps   |

| Rang | Name                                                    |
| ---- | ------------------------------------------------------- |
| 1    | NorwegenStian Fedreheim Andreas Aas Isak Frey           |
| 2    | DeutschlandFabian Kaskel Tim Nechwatal Albert Engelmann |
| 3    | ItalienMarco Barale Christoph Pircher Nicolò Betemps    |
| 4    | EstlandMark-Markos Kehva Mehis Udam Jakob Kulbin        |
| 5    | FinnlandEemi Naumanen Turkka Nieminen Arttu Heikkinen   |

## Ergebnisse Jugend weiblich
| Rang | Name                |
| ---- | ------------------- |
| 1    | Maren Kirkeeide     |
| 2    | Lena Repinc         |
| 3    | Iva Moric           |
| 4    | Selina Grotian      |
| 5    | Anna Nędza-Kubiniec |
| 6    | Sara Scattolo       |
| 7    | Kaja Zorč           |
| 8    | Sara Andersson      |
| 9    | Julia Tannheimer    |
| 10   | Anna Andexer        |

| Rang | Name                |
| ---- | ------------------- |
| 1    | Selina Grotian      |
| 2    | Lena Repinc         |
| 3    | Sara Andersson      |
| 4    | Sara Scattolo       |
| 5    | Maren Kirkeeide     |
| 6    | Iva Moric           |
| 7    | Guro Femsteinevik   |
| 8    | Julia Tannheimer    |
| 9    | Anna Nędza-Kubiniec |
| 10   | Anna Andexer        |

| Rang | Name                |
| ---- | ------------------- |
| 1    | Sara Andersson      |
| 2    | Iva Moric           |
| 3    | Selina Grotian      |
| 4    | Lena Repinc         |
| 5    | Julia Tannheimer    |
| 6    | Lora Christowa      |
| 7    | Anna Andexer        |
| 8    | Marlene Fichtner    |
| 9    | Kaja Zorč           |
| 10   | Anna Nędza-Kubiniec |

| Rang | Name                                                           |
| ---- | -------------------------------------------------------------- |
| 1    | ItalienIlaria Scattolo Fabiana Carpella Sara Scattolo          |
| 2    | DeutschlandIva Moric Marlene Fichtner Selina Grotian           |
| 3    | BulgarienWalentina Dimitrowa Stefani Jolowa Lora Christowa     |
| 4    | FinnlandRebecca Sandnäs Nea Vähäsarja Inka Hämäläinen          |
| 5    | TschechienKateřina Pavlů Svatava Mikysková Kateřina Gotvaldová |

## Ergebnisse Junioren
| Rang | Name              |
| ---- | ----------------- |
| 1    | Martin Nevland    |
| 2    | Otto Invenius     |
| 3    | Martin Uldal      |
| 4    | Blagoj Todew      |
| 5    | Alexander Kornew  |
| 6    | Mats Øverby       |
| 7    | Michele Molinari  |
| 8    | David Zingerle    |
| 9    | Oscar Lombardot   |
| 10   | Renārs Birkentāls |

| Rang | Name            |
| ---- | --------------- |
| 1    | Martin Nevland  |
| 2    | Blagoj Todew    |
| 3    | Martin Uldal    |
| 4    | David Zingerle  |
| 5    | Mats Øverby     |
| 6    | Jonáš Mareček   |
| 7    | Lovro Planko    |
| 8    | Tomáš Mikyska   |
| 9    | Alexei Subarew  |
| 10   | Oscar Lombardot |

| Rang | Name            |
| ---- | --------------- |
| 1    | Jonáš Mareček   |
| 2    | Vetle Paulsen   |
| 3    | Martin Uldal    |
| 4    | Alexei Subarew  |
| 5    | Otto Invenius   |
| 6    | Campbell Wright |
| 7    | Anton Ivarsson  |
| 8    | Oscar Lombardot |
| 9    | Maksim Fomin    |
| 10   | Alexei Kowalew  |

| Rang | Name                                                                    |
| ---- | ----------------------------------------------------------------------- |
| 1    | FrankreichOscar Lombardot Rémi Broutier Paul Fontaine Jacques Jefferies |
| 2    | ItalienIacopo Leonesio David Zingerle Michele Molinari Elia Zeni        |
| 3    | NorwegenMats Øverby Martin Uldal Jørgen Sæter Martin Nevland            |
| 4    | TschechienOndřej Mánek Tomáš Mikyska Luděk Abrahám Jonáš Mareček        |
| 5    | SlowenienMatic Repnik Lovro Planko Pavel Trojer Alex Cisar              |

## Ergebnisse Juniorinnen
| Rang | Name                |
| ---- | ------------------- |
| 1    | Tereza Voborníková  |
| 2    | Rebecca Passler     |
| 3    | Lisa Spark          |
| 4    | Frida Dokken        |
| 5    | Beatrice Trabucchi  |
| 6    | Åsne Skrede         |
| 7    | Hannah Auchentaller |
| 8    | Lea Meier           |
| 9    | Noora Kaisa Keränen |
| 10   | Živa Klemenčič      |

| Rang | Name                |
| ---- | ------------------- |
| 1    | Tereza Voborníková  |
| 2    | Hannah Auchentaller |
| 3    | Frida Dokken        |
| 4    | Lisa Spark          |
| 5    | Lea Meier           |
| 6    | Jeanne Richard      |
| 7    | Noora Kaisa Keränen |
| 8    | Luise Müller        |
| 9    | Ema Kapustová       |
| 10   | Beatrice Trabucchi  |

| Rang | Name                  |
| ---- | --------------------- |
| 1    | Lisa Spark            |
| 2    | Océane Michelon       |
| 3    | Tereza Voborníková    |
| 4    | Mareike Braun         |
| 5    | Maren Bakken          |
| 6    | Lea Rothschopf        |
| 7    | Beatrice Trabucchi    |
| 8    | Hannah Auchentaller   |
| 9    | Anastassija Grischina |
| 10   | Živa Klemenčič        |

| Rang | Name                                                                         |
| ---- | ---------------------------------------------------------------------------- |
| 1    | ItalienRebecca Passler Linda Zingerle Beatrice Trabucchi Hannah Auchentaller |
| 2    | DeutschlandJohanna Puff Mareike Braun Luise Müller Lisa Spark                |
| 3    | FrankreichCamille Coupé Noémie Remonnay Océane Michelon Jeanne Richard       |
| 4    | NorwegenÅsne Skrede Maren Kirkeeide Frida Dokken Maren Bakken                |
| 5    | ÖsterreichLisa Osl Lea Rothschopf Lara Wagner Anna-Maria Schrempf            |